# (2157) Ashbrook
(2157) Ashbrook es un asteroide perteneciente al cinturón de asteroides, descubierto el 7 de marzo de 1924 por Karl Wilhelm Reinmuth desde el Observatorio de Heidelberg-Königstuhl, Alemania.

## Designación y nombre
Designado provisionalmente como A924 EF. Fue nombrado Ashbrook en honor al astrónomo estadounidense Joseph Ashbrook.